# Hernie du chou
La hernie du chou (ou hernie des Crucifères) est une maladie cryptogamique causée par un protiste myxomycète de la famille des Plasmodiophoraceae, Plasmodiophora brassicae, qui affecte les plantes de la famille des Brassicaceae, en particulier les cultures de choux.
L'infection se manifeste par des excroissances (« hernies ») sur les racines principales et sur le collet, qui provoquent un flétrissement de la plante et des pertes de rendement.

## Plantes hôtes

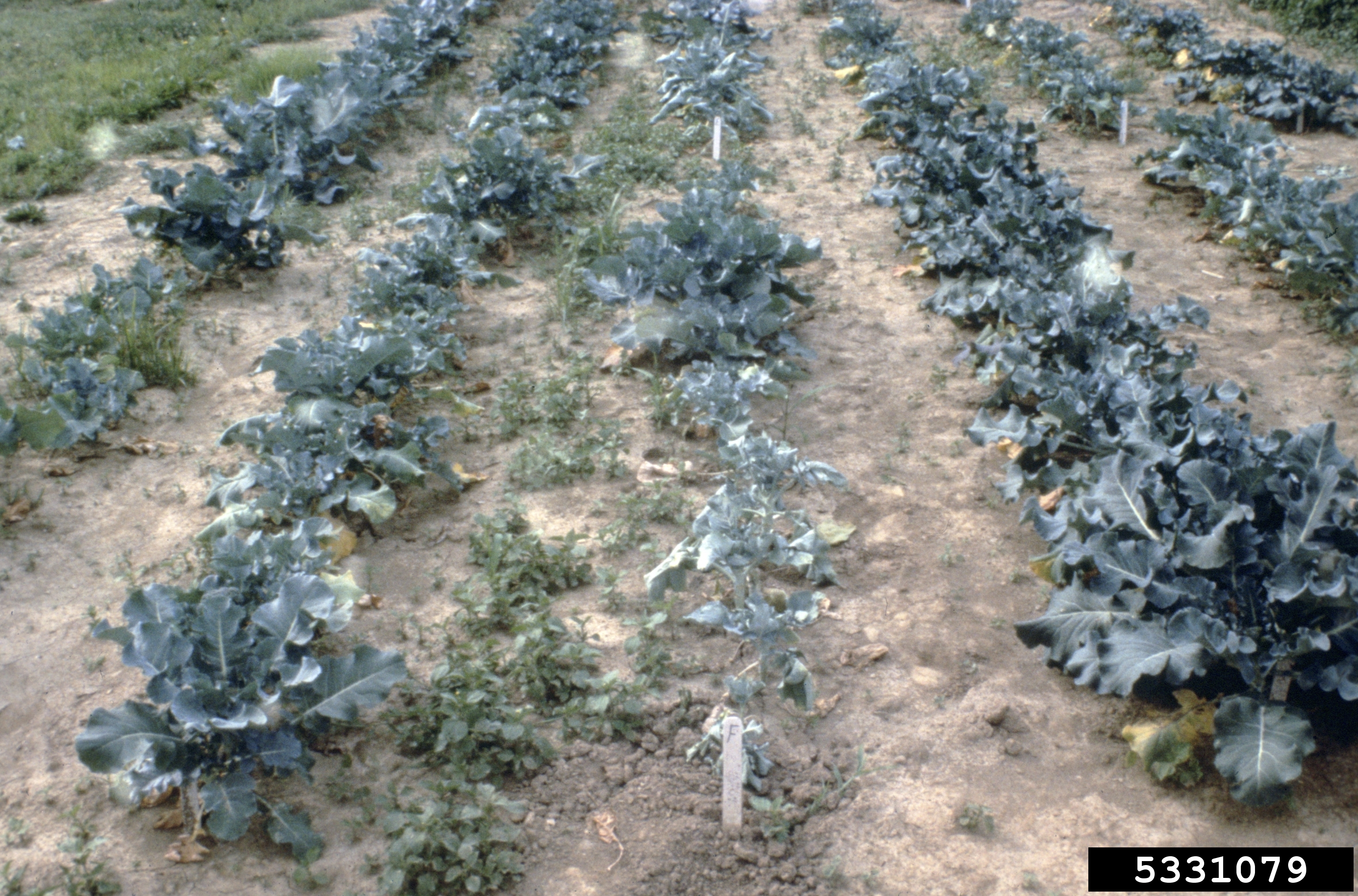
Symptômes de flétrissement et de jaunissement dans un champ de choux.

La gamme d'hôtes de la hernie du chou comprend pratiquement toutes les espèces de la famille de Brassicaceae (Crucifères), cultivées ou sauvages. Cette maladie affecte plus gravement le chou, le chou chinois, le chou de Bruxelles, mais touche aussi de nombreuses plantes cultivées, comme le chou-rave, le chou frisé, le chou-fleur, le chou fourrager, le brocoli, le rutabaga, le chou marin, le navet, le radis, etc.
Des mauvaises herbes telles que la bourse-à-pasteur (Capsella bursa-pastoris) ou le cresson des bois, (Rorippa sylvestris) sont également sensibles à la hernie du chou. La barbarée commune ou cresson d'hiver, le cresson de jardin et le raifort seraient des espèces résistantes à la maladie.

## Symptômes

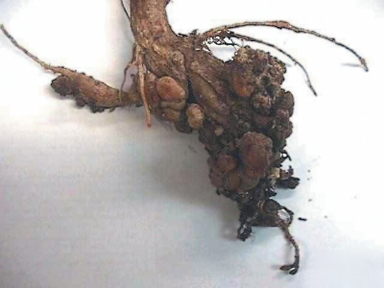
Galles sur racines.

Les plantes en cours de croissance peuvent ne manifester aucun symptôme, mais arrivées à maturité, elles commencent à montrer des symptômes de chlorose ou jaunissement, de flétrissement pendant les journées chaudes, et présentent un retard de croissance. Dans le sol, les racines subissent un phénomène de prolifération cellulaire due à l'augmentation de la production d'auxine, ou hormone de croissance, tant par la plante que par l'agent pathogène.
Cela provoque la formation de galles qui peuvent se développer suffisamment pour restreindre le xylème et ainsi inhiber l'absorption de l'eau par la plante. Les galles sur les racines, appelées « hernies », prennent la forme de massues ou de fuseaux . Finalement, elles entraînent la pourriture des racines et la mort de la plante.